# Holconia murrayensis
Holconia murrayensis är en spindelart som beskrevs av Hirst 1991. Holconia murrayensis ingår i släktet Holconia och familjen jättekrabbspindlar. Inga underarter finns listade i Catalogue of Life.